# Titularbistum Eleutheropolis in Palaestina
Eleutheropolis in Palestina ist ein Titularbistum der römisch-katholischen Kirche.
Es geht zurück auf einen untergegangenen Bischofssitz in der römischen Provinz Syria Palaestina bzw. Palaestina Prima. Es gehörte zur Kirchenprovinz Caesarea in Palaestina. 
Die Stadt, welche ursprünglich wohl einmal Beth Gabra (Haus der starken Männer) hieß, wurde durch den römischen Kaiser Vespasian erobert, welcher fast alle Einwohner abschlachtete. Heute zählt der Ort, nun Beit Djibrin genannt, noch etwa 1.000 Einwohner.
Der erst bekannte Bischof, Macrinus, stammt aus dem Jahre 325, doch hatte er noch fünf Nachfolger im 4. Jahrhundert und zwei im 6. Jahrhundert. 
| Titularbischöfe von Eleutheropolis in Palaestina |                            |                                                             |                  |                   |
| Nr.                                              | Name                       | Amt                                                         | von              | bis               |
| 1                                                | Paul-Eugène Roy            | Weihbischof in Québec (Kanada)                              | 8. April 1908    | 26. Juni 1914     |
| 2                                                | Nicolás de Carlo           | Weihbischof in Paraná Weihbischof in Santa Fe (Argentinien) | 2. August 1918   | 1. August 1940    |
| 3                                                | Michele Thomas Verhoeks CM | Apostolischer Vikar von Surabaia (Indonesien)               | 16. Oktober 1941 | 8. Mai 1952       |
| 4                                                | Giuseppe de Nardis         | emeritierter Bischof von Sant’Agata de’ Goti (Italien)      | 1. April 1953    | 18. Dezember 1956 |
| 5                                                | Alfred Matthew Stemper MSC | Apostolischer Vikar von Kavieng (Papua-Neuguinea)           | 5. Juli 1957     | 15. November 1966 |